# Жиганск (метеорит)
Жиганск — железный метеорит весом около 200 кг. По другим источникам — 500 кг, а также 600—900 кг.
Найден геологом С. Ясаком и рабочим В. Фабером в 1966 г. при проведении геолого-съёмочных работ в центральной части Верхоянского хребта на крутом каменистом склоне. От глыбы длиной около 1 м и весом не менее 200 кг был отколот небольшой кусочек массой 60 г. Отпиленный от него образец весом 17,2 г поступил в коллекцию метеоритов АН СССР в 1979 году для проведения исследований. Несколько экспедиций безуспешно пытались отыскать основную массу этого метеорита.